# Doping
 Ikke at forveksle med Doteringsmiddel.
Doping forekommer i forbindelse med sportskonkurrencer med det formål at forbedre sportsudøverens præstationer. Udtrykket anvendes både om præstationsfremmende stoffer og anvendelse af præstationsfremmende stoffer. Doping forekommer på to områder: den organiserede sportsverden og motions/fitness-området. I tilknytning hertil er der set en opblomstring af kriminelle aktiviteter med fremstilling og kanalisering af doping til misbrugerne.
Sportsudøvere har med stor sandsynlighed dopet sig lige så længe, som der har været konkurrencer i idræt, men i det 20. århundrede og især i den sidste tredjedel heraf er der kommet større og større fokus på fænomenet. Dette er sket i takt med, at idræt er blevet mere og mere kommerciel, og samtidig er der set en række tilfælde, hvor anvendelsen af doping er gået galt for sportsudøvere, i de værste tilfælde med døden som følge.[kilde mangler] Samtidig er der specielt via fitness-centre udviklet en kropskultur, der medfører brug af doping kaldet motionsdoping.[kilde mangler] Andre nye termer er introduceret i den offentlige debat, senest gendoping og mikrodoping.
Doping er ved årtusindskiftet især udbredt i sportsgrene, hvor der stilles store individuelle fysiske krav til især kraft og/eller udholdenhed, så som skisport (specielt langrend), cykelsport, atletik og vægtløftning, men det forekommer i princippet i alle sportsgrene, selv i golf. I hestesport har der været flere tilfælde af doping af hestene ved blandt andet de seneste to olympiske lege. Derfor er der på verdensplan og på tværs af sportsgrene vedtaget en række regler med henblik på at bekæmpe dopingen. World Anti-Doping Agency (WADA) er blevet oprettet med henblik på koordinering af indsatsen, og organisationen fungerer dels som autoritet i forhold til vedtagelsen af listen over forbudte stoffer, dels som kontrolorgan, der søger at foretage så mange kontroller af udøvere som muligt, såvel i trænings- som i konkurrencesituationer.
Flere læger er blevet sat i forbindelse med systematiske dopingprogrammer, Francesco Conconi[kilde mangler] som en af de mest prominente, idet han har virket som vejleder for blandt andre IOC.

## Følgevirkninger af dopingmisbrug
En undersøgelse viser, at effekten af doping kan vare i årtier. Det vil sige, at selvom sportsudøvere sidder ude med en dopingkarantæne uden at benytte præstationsfremmende midler i perioden, så kan de alligevel have en fysisk fordel, når dopingkarantænen er overstået i forhold til sportsudøvere, som slet ikke har benyttet doping på noget tidspunkt.

## Doping i Danmark
I Danmark har Danmarks Idræts-Forbund vedtaget et dopingregulativ, der tilslutter sig WADAs kodeks. Folketinget har suppleret med lovgivning herom og oprettet Anti Doping Danmark for at forebygge og pågribe dopingsmisbrugerne.
Anti Doping Danmark har oprettede den 8. august 2013 en 24-timers telefonisk hotline til at modtage tips om medicinsk snyd, lyssky forretninger og overtrædelser af dopingloven.

## Dopinglisten 2013
Dopinglisten er indeholdt i Det Internationale Kodeks for Anti-Doping som udgivet af Det Internationale Antidopingagentur (WADA). Dopinglisten er tiltrådt af Anti Doping Danmark og Danmarks Idræts-Forbund og er specificeret med en præparatliste

### Stoffer og metoder forbudt til enhver tid (i- og udenfor konkurrence)

#### Forbudte stoffer
- S0. Ikke godkendte stoffer
- S1. Anabole stoffer
- S2. Peptidhormoner, vækstfaktorer og lignende stoffer
- S3. Beta-2-agonister
- S4. Hormonelle og metaboliske modulatorer
- S5. Diuretika og andre sløringsstoffer

#### Forbudte metoder
- M1. Manipulation af blod og blodkomponenter
- M2. Kemisk og fysisk manipulation
- M3. Gendoping

### Stoffer og metoder forbudt i konkurrence
- Alle kategorier nævnt ovenfor
- S6. Stimulerende stoffer
- S7. Narkotika
- S8. Cannabinoider
- S9. Glukokortikosteroider

#### III Stoffer forbudt i visse sportsgrene
- P1. Alkohol
- P2. Beta-blokkere

## Sportsudøvere der har erkendt dopingmisbrug

### Cykling
- Lance Armstrong, cykelrytter
- Kim Andersen, cykelrytter [6]
- Laurent Fignon, cykelrytter [7]
- Bo Hamburger, cykelrytter [8]
- Brian Holm, cykelrytter [9]
- Frank Høj, cykelrytter [10]
- Knud Enemark Jensen, cykelrytter [11]
- Michael Rasmussen, cykelrytter [12]
- Bjarne Riis, cykelrytter [13]
- Jesper Skibby, cykelrytter [14]
- Rolf Sørensen, cykelrytter

### Sprintere
- Justin Gatlin, sprinter [15]
- Ben Johnson, sprinter [16]
- Marion Jones, sprinter [17]
- Carl Lewis, sprinter m.m.[18]

### Øvrige
- Andre Agassi, tennisspiller [19]
- Andrea Baldini, fægter [20]
- Barry Bonds, baseballspiller [21]
- Edgar Davids, fodboldspiller [22]
- Diego Maradona, fodboldspiller [23]
- John McEnroe, tennisspiller [24]
- Bjarne Møller, triatlet [25]
- Abel Xavier, fodboldspiller [26]